# 老鼠流
在计算机网络中，老鼠流（英語：mouse flow）是指由在网络链路中測得的TCP數據流（或者其他網路協議）建立的總字节数的短流。老鼠流的特點是對延遲較為敏感，且通常具有期限限制。
老鼠流是一个少于C个数据包的數據流。大象流是至少具有C个数据包的數據流。其中，常数C是作为一种分析中的自由度，其可以因應被觀測對象的不同來做出不同的選擇。